# Manoel Mendes
Manoel Mendes (ca. 1547 – Évora, 24 september 1605) was een Portugees componist.
Hij had in Evóra veel leerlingen, zoals Manuel Cardoso en Felipe de Magelhães, die op zijn beurt weer de leraar van Estêvão Lopes Morago en Estêvão de Brito was. Veertig jaar na zijn dood zag men hem als een van Portugals vier beste componisten, op hetzelfde vlak als de Spanjaarden Morales en Guerrero. Toch zijn er maar zes stukken van hem overgebleven. Hij trachtte tevergeefs zijn muziek in druk uit te geven.
- Gemeinsame Normdatei: 128870257
- International Standard Name Identifier: 0000 0000 6683 9176
- Library of Congress Control Number: n91030145
- MusicBrainz: e0198a6b-7b5f-45df-8d7f-dc29e2560a8d
- Système universitaire de documentation: 151835217
- Virtual International Authority File: 67530317
- WorldCat: E39PBJtxgg99YcDBb3xPVcP4v3